# Андрєєв Павло Васильович
Павло Васильович Андрєєв (нар. 4 лютого 1898, Кашин, тепер Тверської області, Російська Федерація — 18 липня 1947, місто Сталіно, тепер Донецьк Донецької області) — радянський діяч, директор Сталінського (Донецького) металургійного заводу імені Сталіна. Депутат Верховної Ради СРСР 2-го скликання (1946—1947).

## Біографія
Народився в родині дяка і сільської вчительки. Закінчив церковноприходську школу та реальне училище. Після закінчення училища працював чорноробом, бурлаком на Волзі. У 1920 році поступив до Московської промислової академії.
У 1925 році закінчив Московську промислову (гірничу) академію.
Член ВКП(б) з 1925 року.
У 1925—1937 роках — начальник зміни мартенівського цеху, начальник фасонно-ливарного цеху Московського металургійного заводу «Серп і Молот». Проходив стажування на заводах Круппа у Німеччині.
У 1937—1938 роках — керівник групи південних заводів «Головспецсталі» Народного комісаріату важкої промисловості СРСР.
У 1938—1941 роках — заступник головного інженера, головний інженер Сталінського металургійного заводу імені Сталіна на Донбасі.
Під час німецько-радянської війни перебував у евакуації, працював заступником головного інженера Сєровського металургійного заводу на Уралі.
У 1943 — 18 липня 1947 року — директор Сталінського металургійного заводу імені Сталіна Сталінської області.
Похований у місті Сталіно (Донецьку).

## Нагороди
- орден Леніна
- медалі